# Paprotnik ostry
 Paprotnik ostry (Polystichum lonchitis) – gatunek byliny z rodziny nerecznicowatych. Występuje w strefie umiarkowanej i subarktycznej półkuli północnej. W Polsce jest gatunkiem rzadkim; rośnie w Sudetach, Karpatach i na Wyżynie Krakowsko-Częstochowskiej.

## Morfologia
PokrójMocno ukorzenione w części starszej kłącze, pokryte jest nasadami ogonków.
LiścieSztywne, długie od 50 do 60 cm, ciemnozielone. Blaszka liściowa pojedynczo pierzasta, zimująca. Ogonek krótki, od 2 do 7 cm, gęsto pokryty łuskami.
ZarodnikiCiemnobrunatne, kuliste.

## Biologia i ekologia
Roślina wieloletnia zimująca. Preferuje stanowiska cieniste, wilgotne, o obojętnym odczynie podłoża. Gatunek charakterystyczny nawapiennej świerczyny górnoreglowej Polysticho-Piceetum. Liczba chromosomów 2n = 82.

## Zagrożenia i ochrona
Roślina objęta w Polsce ścisłą ochroną gatunkową od 2004 roku. 
Roślina umieszczona na Czerwonej liście roślin i grzybów Polski (2006) w grupie gatunków wymierających na izolowanych stanowiskach, poza głównym obszarem występowania (kategoria zagrożenia [E]).